# Rose McIver
Frances Rose McIver, född 10 oktober 1988 i Auckland, är en nyzeeländsk skådespelare. 

## Biografi
McIver har en bror, Paul McIver, som är musiker och före detta skådespelare. Vid två års ålder började hon medverka i reklamfilmer. Vid tre års ålder spelade hon en av änglarna i filmen Pianot.
Hon gjorde sin debut i filmen Flickan från ovan år 2009 och har också medverkat i filmer som Predictament och Blinder.
Rose McIver har medverkat i den nyzeeländska serien Maddigan's Quest och dramat Rude Awakenings. McIver har också medverkat i Disney Channels filmer Eddie's Million Dollar Cook-Off år 2003 och Johnny Kapahala: Back on Board år 2007.
McIver har haft gästroller i nyzeeländska serier som Xena – Krigarprinsessan, Hercules och Legend of the Seeker. McIver hade huvudrollen i serien Power Rangers RPM, hon har också spelat i Showtimeserien Masters of Sex och ABC-serien Once Upon a Time. Hon medverkar i serien iZombie som hade premiär i amerikansk TV i mars 2015. Serien visas även i Sverige på Kanal 11.

## Filmografi

### Filmer
- The Piano
- Topless Women Talk About Their Lives
- Flying
- Ozzie
- Toy Love
- Knickers
- So Fresh & So Keen
- The Lovely Bones
- Predicament
- Dangerous Ride
- The Dinner Party
- Blinder
- Brightest Star
- Warning Labels
- Coward
- Mattresside
- Queen of Carthage
- The Answers
- A Christmas Prince
- Brampton's Own
- A Christmas Prince: The Royal Wedding
- Daffodils
- A Christmas Prince: The Royal Baby
- The Princess Switch: Switched Again

### TV serier
- Shortland Street
- Hercules and the Amazon Women
- Hercules in the Underworld
- Hercules in the Maze of the Minotaur
- Hercules: The Legendary Journeys
- Riding High
- City Life
- Hercules: The Legendary Journeys
- Xena: Warrior Princess
- Murder in Greenwich
- Mercy Peak
- P.E.T. Detectives
- Eddie's Million Dollar Cook-Off
- Maiden Voyage
- Maddigan's Quest
- Rude Awakenings
- Johnny Kapahala: Back on Board
- Legend of the Seeker
- Power Rangers RPM
- Tangiwai
- Super City
- CSI: Crime Scene Investigation
- Cassandra French's Finishing School for Boys
- The Dinner Party
- Masters of Sex
- Once Upon a Time
- Petals on the Wind
- Play It Again, Dick
- iZombie
- A Bunch of Dicks
- DreamWorks Dragons
- I'm Sorry
- Woke
- Ghosts
- Unwanted

### Videospel
- Access Code

### Musikvideor
- Demon Days (Do It All Again)
- Ordinary Life
- Heartlines